# 王稱
王稱（？—？），又作王偁，字季平，眉州人，南宋政治人物。

## 生平
王稱少承家学，淳熙十四年（1187年）以承議郎出知龍州，进《东都事略》百二十卷，特授直秘閣，官至吏部郎中。《四库提要》谓：“宋人私史卓然可传者，唯称与李焘、李心传之书而三，固宜为考宋史者所珍视”。

## 家庭
父亲王賞官任實錄修撰。

## 著作
著作除《东都事略》外，另有詩四卷，已佚。